# Élections législatives de 1986 en Vaucluse
Les élections législatives françaises de 1986 ont lieu le 16 mars 1986. Dans le département du Vaucluse, quatre députés sont à élire dans le cadre d'un scrutin proportionnel par liste départementale à un seul tour.

## Élus
| Député élu         |  | Parti    |
| ------------------ |  | -------- |
| Jean-Pierre Roux   |  | RPR      |
| Maurice Charretier |  | UDF (PR) |
| André Borel        |  | PS       |
| Jacques Bompard    |  | FN       |

À la suite de l'élection de Maurice Charretier au Sénat, Jean-Michel Ferrand le remplace, suivant de liste.

## Listes en présence

### Mouvement pour un parti des travailleurs
| N° | Candidats        | Parti | Parti | Principales fonctions                     |
| -- | ---------------- | ----- | ----- | ----------------------------------------- |
| 01 | Jacques Fassié   |       | MPPT  | Instituteur à Sorgues                     |
| 02 | Christian Calvet |       | MPPT  | Contrôleur des PTT à Avignon              |
| 03 | Jean Roux        |       | MPPT  | Professeur à Pernes-les-Fontaines         |
| 04 | Nicole Calvet    |       | MPPT  | Mère de famille et institutrice à Avignon |
|    |                  |       |       |                                           |
| 05 | Nadine Vuachet   |       | MPPT  | Inspectrice des PTT à Avignon             |
| 06 | Alexandre Chazal |       | MPPT  | Retraité à Apt                            |

### Parti communiste français
| N° | Candidats        | Parti | Parti | Principales fonctions                                                                                      |
| -- | ---------------- | ----- | ----- | --- |
| 01 | Fernand Marin    |       | PCF   | Maire de Sorgues, ancien député et conseiller général du canton de Bédarrides, directeur d'école honoraire |
| 02 | Claude Sandrone  |       | PCF   | Secrétaire départemental du Parti communiste français, conseiller municipal d'Avignon                      |
| 03 | Georges Sabatier |       | PCF   | Maire de Bollène, conseiller général du canton de Bollène, agriculteur                                     |
| 04 | Annick Roche     |       | PCF   | Adjoint au maire de Cavaillon                                                                              |
|    |                  |       |       | |
| 05 | Francis Liotaud  |       | PCF   | Conseiller municipal de Carpentras, retraité des P et T                                                    |
| 06 | Serge Ayme       |       | PCF   | Conseiller municipal d'Orange, professeur d'éducation physique                                             |

### Parti socialiste
| N° | Candidats             | Parti | Parti | Principales fonctions |
| -- | --------------------- | ----- | ----- | --- |
| 01 | André Borel           |       | PS    | Député sortant, conseiller général du canton de Bonnieux et 1er vice-président du conseil général, conseiller municipal de Pertuis, vérificateur comptable |
| 02 | Jean Gatel            |       | PS    | Secrétaire d’État auprès du Premier ministre, chargé de l'Économie sociale, professeur, conseiller municipal d'Orange                                      |
| 03 | Jean-Pierre Lambertin |       | PS    | Député sortant et maire de Lapalud, instituteur |
| 04 | Jean-Louis Joseph     |       | PS    | Maire de La Bastidonne, directeur administratif |
|    |                       |       |       | |
| 05 | Gérard Zbir           |       | PS    | Conseiller municipal d'Avignon, inspecteur central des télécommunications                                                                                  |
| 06 | Charles Reboul        |       | PS    | Député sortant et maire de Robion, agriculteur retraité |

### Mouvement des radicaux de gauche
| N° | Candidats        | Parti | Parti | Principales fonctions                                 |
| -- | ---------------- | ----- | ----- | ----------------------------------------------------- |
| 01 | Jean-Claude Rieu |       | MRG   | Trésorier national du MRG, gérant de société          |
| 02 | Marcel Perrin    |       | MRG   | Ancien député et adjoint au maire d'Avignon, retraité |
| 03 | Gérard Auger     |       | MRG   | Notaire                                               |
| 04 | Robert Poulain   |       | MRG   |                                                       |
|    |                  |       |       |                                                       |
| 05 | Roger Bouvier    |       | MRG   | Maire du Beaucet, boulanger                           |
| 06 | Claude Arnoux    |       | MRG   | Professeur                                            |

### Les Verts
| N° | Candidats         | Parti | Parti | Principales fonctions                              |
| -- | ----------------- | ----- | ----- | -------------------------------------------------- |
| 01 | René Pelisson     |       | LV    | Professeur de mathématiques, Avignon               |
| 02 | Sylvie Fare       |       | LV    | Commerçante en papiers recyclés, Avignon           |
| 03 | Rémi Combe        |       | LV    | Agriculteur biologique, Mérindol                   |
| 04 | Christiane Appay  |       | LV    | Libraire à Valréas, Visan                          |
|    |                   |       |       |                                                    |
| 05 | Alain Buffière    |       | LV    | Technicien agricole INRA, Caumont                  |
| 06 | Chantal Clergeaud |       | LV    | Écrivaine et conseillère en diététique, Carpentras |

### Opposition (RPR-UDF)
| N° | Candidats           | Parti | Parti    | Principales fonctions                                                                                            |
| -- | ------------------- | ----- | -------- | --- |
| 01 | Jean-Pierre Roux    |       | RPR      | Député européen, conseiller général du canton d'Avignon-Est et maire d'Avignon, ingénieur des Ponts et Chaussées |
| 02 | Maurice Charretier  |       | UDF-PR   | Maire de Carpentras, ancien conseiller général du canton de Carpentras-Nord, avocat, ancien ministre             |
| 03 | Jean-Michel Ferrand |       | RPR      | Conseiller général du canton de Carpentras-Sud et adjoint au maire de Carpentras, professeur                     |
| 04 | Jean Miot           |       | UDF      | Journaliste |
|    |                     |       |          | |
| 05 | Alain Milon         |       | RPR      | Conseiller général du canton de Bédarrides et conseiller municipal de Sorgues, médecin                           |
| 06 | Pierre Chapelot     |       | UDF-Rad. | Conseiller municipal d'Orange, conseiller juridique                                                              |

### Divers droite
| N° | Candidats      | Parti | Parti | Principales fonctions        |
| -- | -------------- | ----- | ----- | ---------------------------- |
| 01 | Marc Genin     |       | DVD   | Assureur                     |
| 02 | Claude Merello |       | DVD   | Commerçant                   |
| 03 | Josiane Colomb |       | DVD   | Coordinatrice en psychiatrie |
| 04 | Jean Courbon   |       | DVD   | Photographe                  |
|    |                |       |       |                              |
| 05 | Nicole Klie    |       | DVD   | Commerçante                  |
| 06 | Monique Gueit  |       | DVD   | Enseignante                  |

### Front national
| N° | Candidats                   | Parti | Parti | Principales fonctions                             |
| -- | --------------------------- | ----- | ----- | ------------------------------------------------- |
| 01 | Jacques Bompard             |       | FN    | Chirurgien-dentiste, assistant de faculté         |
| 02 | Rémy François               |       | FN    | Docteur en médecine, psychiatre, psychothérapeute |
| 03 | Michel de Camaret           |       | FN    | Ancien ambassadeur, député au Parlement Européen  |
| 04 | Marie-Claire Frasson-Botton |       | FN    | Agent d'assurances                                |
|    |                             |       |       |                                                   |
| 05 | Michel Bornot               |       | FN    | Colonel en retraite                               |
| 06 | Yvonne Marchand             |       | FN    | Agent principal hospitalier                       |

### Extrême droite (FON-CNI)
| N° | Candidats                         | Parti | Parti | Principales fonctions                   |
| -- | --------------------------------- | ----- | ----- | --------------------------------------- |
| 01 | Étienne Grégoire                  |       | FON   | Colonel honoraire de l'armée de l'air   |
| 02 | Jean-Claude Chapuis               |       | FON   | Commerçant                              |
| 03 | Geneviève Masselin                |       | FON   |                                         |
| 04 | Maurice Marquis                   |       | FON   | Agriculteur, adjoint au maire d'Avignon |
|    |                                   |       |       |                                         |
| 05 | André Drevet                      |       | FON   | Agriculteur                             |
| 06 | Isabelle de Seguins de Malleville |       | FON   |                                         |

### Sans étiquette (Initiative 86)
| N° | Candidats         | Parti | Parti | Principales fonctions   |
| -- | ----------------- | ----- | ----- | ----------------------- |
| 01 | Michel Marze      |       | SE    | Gérant de société       |
| 02 | Jean-Marc Pecout  |       | SE    | Responsable commercial  |
|    |                   |       |       |                         |
| 03 | Fabio Simonoviez  |       | SE    | Directeur de société    |
| 04 | Michel Le Guillou |       | SE    | Commerçant              |
| 05 | Michel Biancone   |       | SE    | Entrepreneur            |
| 06 | Agnès Sempère     |       | SE    | Secrétaire de direction |

## Résultats

### Résultats à l'échelle du département
| Liste Parti politique | Liste Parti politique                                                                                                | Tête de liste    | Tour unique | Tour unique | Sièges |
| Liste Parti politique | Liste Parti politique                                                                                                | Tête de liste    | Voix        | %           | Sièges |
| --------------------- | --- | ---------------- | ----------- | ----------- | ------ |
|                       | Union pour le Vaucluse Rassemblement pour la République (UDF)                                                        | Jean-Pierre Roux | 75 922      | 33,05       | 2      |
|                       | Pour une majorité de progrès avec le président de la République Parti socialiste                                     | André Borel      | 69 177      | 30,11       | 1      |
|                       | Liste de Rassemblement national présentée par le Front national Front national                                       | Jacques Bompard  | 41 545      | 18,08       | 1      |
|                       | Liste pour le rassemblement démocratique présentée par le Parti communiste français Parti communiste français        | Fernand Marin    | 24 807      | 10,80       | 0      |
|                       | Liste Marc Genin « L'opposition qui gagne » Divers droite                                                            | Marc Genin       | 7 404       | 3,22        | 0      |
|                       | Avec les Verts pour l'écologie Les Verts                                                                             | René Pelisson    | 5 165       | 2,25        | 0      |
|                       | Union de la droite nationale Extrême droite (FON - CNI)                                                              | Étienne Grégoire | 2 490       | 1,08        | 0      |
|                       | Réussir le Vaucluse avec les Radicaux du MRG Mouvement des radicaux de gauche                                        | Jean-Claude Rieu | 1 668       | 0,73        | 0      |
|                       | Liste du Mouvement pour un parti des travailleurs Vaucluse Extrême gauche (Mouvement pour un parti des travailleurs) | Jacques Fassié   | 926         | 0,40        | 0      |
|                       | Initiative 86 - Entreprendre et réussir la France de l'an 2000 Sans étiquette                                        | Michel Marze     | 642         | 0,28        | 0      |
|                       | |                  |             |             |        |
| Inscrits              | Inscrits | Inscrits         | 294 941     | 100,00      | 4      |
| Abstentions           | Abstentions | Abstentions      | 53 063      | 17,99       |        |
| Votants               | Votants | Votants          | 241 878     | 82,01       |        |
| Blancs et nuls        | Blancs et nuls | Blancs et nuls   | 12 132      | 5,02        |        |
| Exprimés              | Exprimés | Exprimés         | 229 746     | 94,98       |        |